# Sara Cline
Pour les articles homonymes, voir Cline.
Pas d'image ? Cliquez ici

a Compétitions nationales et continentales officielles uniquement.

b Matchs officiels uniquement.
Sara Cline, née le 21 mai 1997 à Edmonton (Canada), est une joueuse internationale canadienne de rugby à XV, évoluant au poste de talonneuse. Elle joue en Angleterre, aux Sale Sharks.

## Biographie
Sara Cline naît le 21 mai 1997 à Edmonton au Canada.
Formée au rugby à XV à Edmonton dans l'Alberta, Sara Cline joue en 2023 au Leprechaun Tiger RFC après un passage en Angleterre chez les Exeter Chiefs,.
Elle fait ses débuts internationaux lors de la Pacific Four Series 2023. À l'automne, elle est à nouveau convoquée avec l'équipe du Canada pour participer au WXV en Nouvelle-Zélande.
En février 2024, elle rejoint la franchise australienne de la Western Force en Super Rugby Women's. À l'issue de la compétition, elle est sélectionnée pour disputer la Pacific Four Series, où elle inscrit un doublé face à l’Australie.
En 2024-2025, elle est sélectionnée pour le WXV, dont elle joue les trois rencontres en sortie de banc. Au mois de janvier, elle signe en Angleterre, aux Sale Sharks, afin de pratiquer au plus haut niveau possible avant la Coupe du monde.

## Palmarès
- Vainqueur de la Pacific Four Series en 2024.